# Старогрязное
Старогрязное — деревня в Токарёвском районе Тамбовской области России. 
Входит в Токарёвский поселковый округ.

## География
Расположена на реке Эртиль, у южных границ районного центра, рабочего посёлка Токарёвка.

## Население
| 2002 | 2010 |
| ---- | ---- |
| 463  | ↘437 |

Согласно результатам переписи 2002 года, в национальной структуре населения русские составляли 97 % от жителей.